# Young Chinese Dogs
Die Young Chinese Dogs sind eine deutsche Folk-Pop-Band aus München.

## Geschichte
Im Jahr 2011 gründete Nick Reitmeier die Band zusammen mit Oliver Anders Hendriksson und Birte Hanusrichter. Im gleichen Jahr war die Band auf dem „Laut gegen Brauntöne“-Sampler der Landeshauptstadt München vertreten, der im Rahmen der gleichnamigen Kampagne erschien. Am 22. Juni 2012 wurde die EP Live in a Cardboard Box veröffentlicht.
Im Oktober 2013 folgte das Debütalbum Farewell to Fate bei Motor Entertainment. Das Booking übernahm Grand Hotel van Cleef und schickte die Young Chinese Dogs u. a. mit Young Rebel Set auf Tour.
Im Jahr 2014 lieferte die Band den Soundtrack zu verschiedenen Filmen, darunter Seitensprung (ARD) und Zweimal zweites Leben (ZDF). Außerdem lieh die Band ihre Singstimmen den Zeichentrickfiguren im Kinofilm Der kleine Drache Kokosnuss.
Im August 2015 erschien das zweite Album Great Lake State, das in der ersten Woche auf Platz 87 in die hiesigen Charts einstieg. Das Album wurde produziert von Hendriksson und in Los Angeles gemischt von Damien Lewis.
Im Mai 2019 hat die Band ihr drittes Album The Quiet & The Storm veröffentlicht.

## Diskografie

### Alben
- 2013: Farewell to Fate (Motor Entertainment)
- 2015: Great Lake State (Motor Entertainment)
- 2019: The Quiet & The Storm (Motor Entertainment)

### Singles
- 2013: Sweet Little Lies (Motor Entertainment)
- 2013: This Town Is Killing Me (Motor Entertainment)
- 2014: Don't Talk About (Motor Entertainment)
- 2014: You Can't Find Love in the Summertime (Motor Entertainment)
- 2015: Phone Call (Motor Entertainment)
- 2015: Heart Full Of Hope (Motor Entertainment)
- 2019: As Long As I Can Sing (Motor Entertainment)
- 2019: Hey There (Motor Entertainment)
- 2023: Better Off (Hendriks & Son Records)
- 2023: Maybe This Winter (Hendriks & Son Records)
- 2024: Make It Look Easy (Hendriks & Son Records)
- 2024: Home (Hendriks & Son Records)
- 2024: Stay (Hendriks & Son Records)
- 2024: I'm With You (Hendriks & Son Records)
- 2024: Just One Thing (Hendriks & Son Records)

### EPs
- 2012: Live in a Cardboard Box

### Samplerbeiträge
- 2011: Lost Generation (Sampler „Laut gegen Brauntöne“)